# Eric Close
Eric Randolph Close (ur. 24 maja 1967 w Staten Island, w stanie Nowy Jork) – amerykański aktor i reżyser telewizyjny i filmowy.

## Życiorys
Jest najstarszym z trzech synów ortopedy Fredericka Close (ur. 1939) i Evy Close (ur. 1943). Ma dwóch młodszych braci – Randy’ego (ur. 1970) i Christophera (ur. 1972). Kiedy miał siedem lat jego rodzina przeprowadziła się do San Diego, gdzie z czasem występował w lokalnym teatrze. W 1985 roku ukończył Valhalla High School. W1989 roku otrzymał dyplom ukończenia wydziału komunikacji na Uniwersytecie Południowej Kalifornii w Los Angeles. Uczęszczał także do Instituto Internacional w Madrycie.
Karierę na małym ekranie rozpoczął od występu w telewizyjnej ekranizacji autobiograficznej książki Suzanne Somers ABC Utrzymane tajemnice (Keeping Secrets, 1991) jako brat głównej bohaterki oraz udziału w serialu ABC MacGyver (1991) z Richardem Deanem Andersonem. Niebawem zagrał postać Sawyera Walkera w operze mydlanej NBC Santa Barbara (1992–93) oraz zadebiutował na kinowym ekranie w dramacie biograficznym Edwarda Jamesa Olmosa Moja Ameryka (American Me, 1992). Występował na scenie teatru w Los Angeles w spektaklu Sprzedawczyk pieśni (Rat Songs).
Pojawił się w telefilmie Herkules i zaginione królestwo (Hercules: The Legendary Journeys – Hercules and the Lost Kingdom, 1994) u boku Kevina Sorbo i Anthony’ego Quinna oraz serialach: ABC Rodzina McKenna (McKenna, 1994) z Glorią Reuben, Rickiem Petersem i Jennifer Love Hewitt, NBC Siostry (Sisters, 1995–96) ze Swoosie Kurtz, Joe Flaniganem, Paulem Ruddem, Stephenem Collinsem i Johnem Wesleyem Shippem, NBC Mroczne niebo (Dark Skies, 1996–97) z Jeri Ryan i J.T. Walshem oraz CBS Siedmiu wspaniałych (The Magnificent Seven, 1998–2000) u boku Michaela Biehna, Laurie Holden i Rona Perlmana.
Zagrał w serialach CBS – Nowe wcielenie (Now and Again, 1999–2000) jako Michael Wiseman oraz Bez śladu (Without a Trace, 2002–2007) w roli nowojorskiego agenta FBI Martina Fitzgeralda.
W 1995 roku ożenił się z Keri. Mają dwie córki – Katię (ur. 1998) i Ellę.

## Filmografia

### Filmy kinowe
- 2003: Alvarez i Cruz  (Alvarez & Cruz ) jako Charlie
- 2001: Liberty, Maine
- 2000: Niebo się wali (The Sky Is Falling) jako Mike
- 1993: Na skrzydłach wolności (Taking Liberty) jako Adam
- 1992: Moja Ameryka (American Me) jako Juvie Hall Attacker

### Filmy TV
- 2004: Tajemnica lotu 323 (NTSB: The Crash of Flight 323) jako N'Tom Price
- 1995: Mój mąż, mój wróg (The Stranger Beside Me) jako Chris Gallagher
- 1995: Gorączka w Long Island (Long Island Fever) jako Scott Parks
- 1994: Terapia wstrząsowa (Without Consent) jako David Mills
- 1994: Herkules i zaginione królestwo (Hercules: The Legendary Journeys – Hercules and the Lost Kingdom) jako Telamon
- 1991: Utrzymane tajemnice (Keeping Secrets) jako młody Michael

### Seriale TV
- 2005: Kim Kolwiek (Kim Possible) jako Crash Cranston
- 2002–2007: Bez śladu (Without a Trace) jako Martin Fitzgerald
- 2002: Wybrańcy obcych (Taken) jako John
- 2001: Dom dla mojej córki (Follow the Stars Home) jako Mark McCune
- 1999–2000: Nowe wcielenie (Now and Again) jako Michael Wiseman
- 1998–2000: Siedmiu wspaniałych (The Magnificent Seven) jako Vin Tanner
- 1996–97: Mroczne niebo (Dark Skies) jako John Loengard
- 1995–96: Siostry (Sisters) jako William 'Billy' Griffin
- 1994: Rodzina McKenna (McKenna) jako Brick McKenna
- 1992–93: Santa Barbara jako Sawyer Walker
- 1992: Tata major (Major Dad) jako Jim
- 1991: MacGyver jako strażnik